# Some Hearts (singolo)
Some Hearts è stata scritta da Diane Warren ed è fu originariamente registrato nel 1987 da Belinda Carlisle per il suo album Heaven on Earth.
Fino ad oggi la versione di Carlisle rimane un inedito ufficialmente; tuttavia, è trapelato su Internet , nella sua forma demo.
La prima registrazione è stata pubblicata da Marshall Crenshaw per il suo album del 1989 Buona sera.

## Classifiche
| Classifica (2005/2006)                       | Posizione massima |
| -------------------------------------------- | ----------------- |
| U.S. Billboard Hot Adult Contemporary Tracks | 12                |